# 蝕 (小説)
『蝕』（中国語ピンイン：Shí）は茅盾が1927年から1928年に執筆、連載した小説三部作。『幻滅』、『動揺』、『追求』の中編小説3編からなる。それまで文芸評論をしていた沈徳鴻（筆名：茅盾）の作家としてのデビュー作（なお、作品発表当初の筆名は「矛盾」だったが、当時編集者を務めた葉聖陶が草冠を付けて「茅盾」にしたという）。「『蝕』三部作」とも呼ばれる。中国語では「《蚀》三部曲」、英語では「Eclipse trilogy」と呼ばれる。
1927年から1928年に『小説月報』で発表された3作品は1930年に上海の開明書店から単行本『蝕』として出版され、1949年までに19版を重ねた。2015年に同名のタイトルで鄭大聖の監督により映画化され上海国際映画祭で上映された。

## 作品構成
挫折する国民革命前後の時代の中国を舞台とする。中国国民党の左翼に属する若いブルジョワ知識人という設定のキャラクターが登場し、青年男女による恋愛や政治が描かれる。話法は自由間接話法に近い客観視点。
作者の茅盾が文芸や政治で親交を持った種類の人々がキャラクターに反映されていると考えられる。

## 批評
革命文学の立場をとる銭杏邨らは『蝕』三部作の消極性を批判した。